# Przyroda i Przemysł
Przyroda i Przemysł – polski periodyk popularnonaukowy ukazujący się w Poznaniu od grudnia 1856 do grudnia 1858.

## Historia
Pismo miało charakter popularnonaukowy, informując o najnowszych osiągnięciach nauki w zakresie przyrody i rozwoju przemysłowego. Założycielem i redaktorem naczelnym był nauczyciel szkoły realnej w Poznaniu - Julian Zaborowski. Z pismem współpracowali naukowcy, m.in. Joachim Lelewel. Sam Zaborowski opublikował około czterdzieści artykułów własnego autorstwa. Zmarł 9 października 1858 na gruźlicę, przygotowując czterdziesty numer czasopisma. Bez jego wkładu pracy tytuł upadł już w grudniu tego roku.